# Tamron SP AF 150-600mm f/5-6.3 DI VC USD
Le Tamron SP AF 150-600mm f/5-6.3 DI VC LD USD est un téléobjectif produit par Tamron. Il a été commercialisé en mars 2014.

## Réception
- Focus-numérique recommande cet objectif, en mettant en avant sa plage de focale et son rapport poids-encombrement ; en point négatif il est souligné la lenteur de l'AF à 600mm[2]
- Pixeliste attribut une note de 8/10 soulignant l'objectif de totale réussite, mais regrette le trop gros diamètre de l'objectif (95mm)[3]